# Рогинска Горца
Рогинска Горца (словен. Roginska Gorca) је насељено место у општини Подчетртек, Савињска регија, Словенија.

## Историја
До територијалне реорганизације у Словенији била је у саставу старе општине Шмарје при Јелшах.

## Становништво
У попису становништва из 2011. године, Рогинска Горца је имала 129 становника.
| Број становника према пописима | Број становника према пописима | Број становника према пописима |
| ------------------------------ | ------------------------------ | ------------------------------ |
| 1991                           | 2002                           | 2011                           |
| 140                            | 130                            | 129                            |

Напомена: Године 1955. повећана за насеља Рогинче и Вировци, која су укинута. Године 2016. извршена је мала размена територија између насеља Пристава при Местињу и Рогинска Горца (Подчетртек) и насеља Безговица, Дол при Пристави и Пустике (Шмарје при Јелшах).